# Apache Christ
Apache Christ (en español: Cristo apache, en apacheano: Bik'egu'indán) es una pintura que representa a Jesús de Nazareth como un hombre santo mescalero. Creada en 1989 por el fraile franciscano estadounidense Robert Lentz, la pintura de 8 pies (2,4 m) se exhibe en el altar de la Iglesia de la Misión Apache de San José, una iglesia católica en el estado estadounidense de Nuevo México con feligreses que en su mayoría son apaches mescaleros. En la pintura, Jesús está representado en la cima de Sierra Blanca, una cadena montañosa de Nuevo México, saludando al sol naciente después de realizar un ritual sagrado de pubertad.
Lentz, conocido por su iconografía que representa a Jesús en diferentes contextos culturales, pintó a Apache Christ en 1989 después de una conversación con el pastor de la iglesia. Se reunió con líderes apaches mescaleros y consultó a curanderos apaches para obtener orientación cultural. Para preparar la obra de arte, estudió los rituales apaches y recogió agua de manantial sagrada de la cumbre de Sierra Blanca para usarla en la mezcla de sus pinturas.
En 2024, un sacerdote de San José retiró el Apache Christ y otros objetos de arte sagrado mescalero de la exhibición debido a su opinión de que eran imágenes paganas. La remoción indignó a muchos feligreses de la iglesia. El cuadro fue pronto reinstalado y el sacerdote reemplazado.

## Antecedentes
La Iglesia de la Misión Apache de San José fue construida en Mescalero (Nuevo México), a principios del siglo XX en el sitio de una ruina prehistórica de la cultura Mogollon. Ubicada dentro de la reserva Apache Mescalero, la iglesia administra a los pueblos Apache Chiricahua y Mescalero. Durante la construcción de la iglesia en 1920, se colocaron elementos espirituales tradicionales y sagrados apaches debajo de la piedra angular. Albert Braun, un sacerdote católico romano que ayudó a construir la iglesia, respetó las tradiciones del ministerio apache mescalero y no interfirió con su cultura.
El artista Robert Lentz estudió pintura de iconos con Photios Kontoglou alrededor de 1977 en el Monasterio de la Santa Transfiguración en Brookline, Massachusetts. Se convirtió en fraile franciscano y creó iconos que representaban a Jesús en diferentes contextos culturales, sin limitar sus obras a las características tradicionales del «rostro europeo».

## Concepción y ejecución

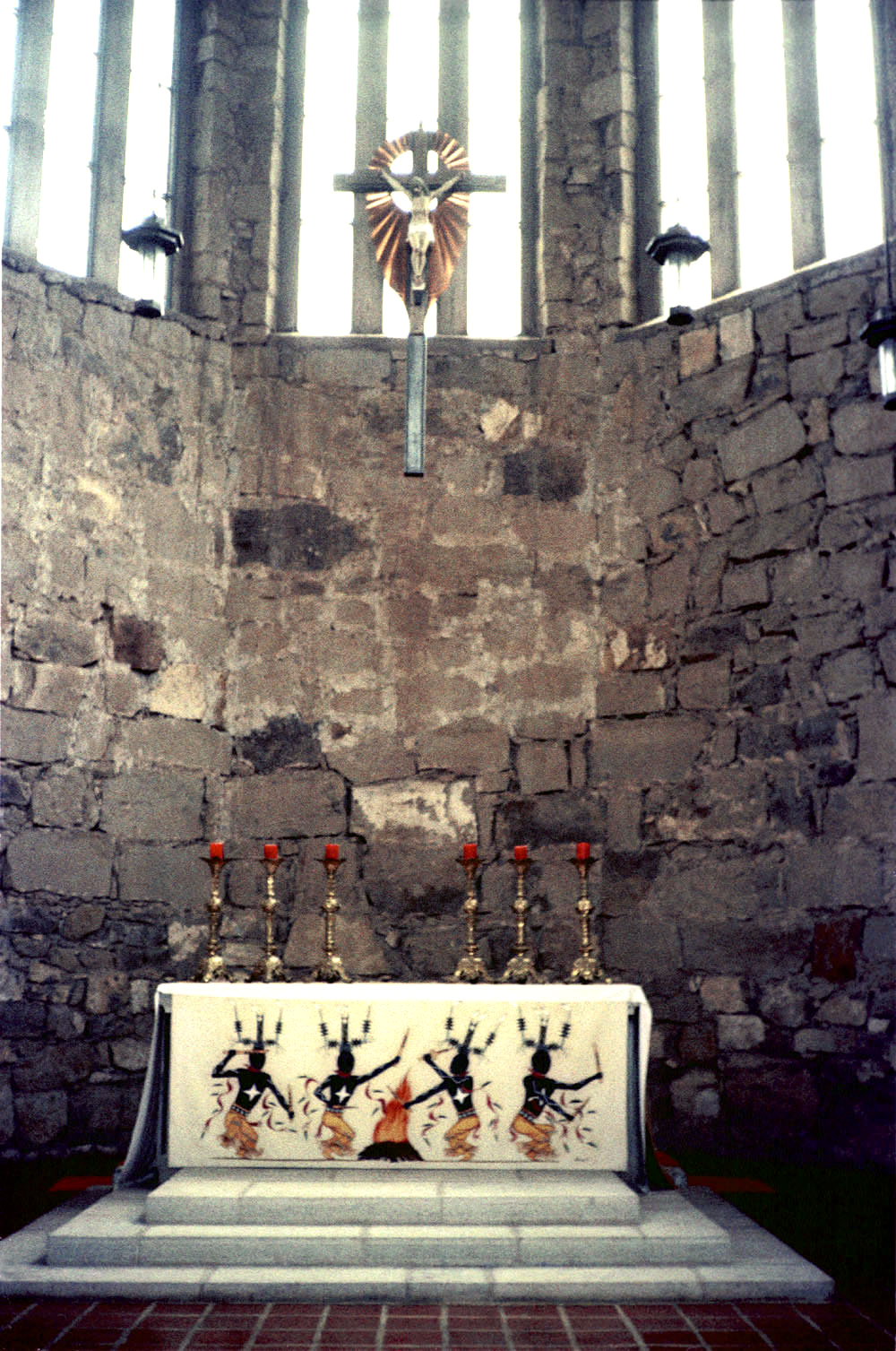
El altar de la Iglesia de la Misión Apache de San José en 1975, antes de la creación de la pintura.

En 1989, Lentz viajó a Mescalero (Nuevo México), para visitar San José. Discutió la posibilidad de crear un cuadro para la iglesia con el padre Larry Gosselin, un compañero franciscano que era el pastor de la iglesia en ese momento. Gosselin solicitó la aprobación de 15 líderes apaches mescaleros, y organizó que Lentz se reuniera con curanderos apaches para recibir orientación cultural. Inicialmente los curanderos no aprobaron el proyecto, pero luego accedieron, recomendando que Lentz no utilizara a nadie de Mescalero como modelo para el trabajo.
Para prepararse para la creación de la pintura, Lentz se familiarizó con los rituales apaches e hizo una peregrinación a la cumbre de Sierra Blanca, donde recogió agua de los manantiales sagrados para usarla para mezclar su pintura. Según Gosselin, Lentz «se entregó por completo a esa pintura», rociándose con polvo de oro y renunciando a ducharse para que sus aceites corporales ayudaran a adherir el oro al lienzo. Tardó tres meses en terminar el cuadro. Según Lentz, la intención del cuadro es mostrar «que las personas pueden ser apaches y católicas, y ambas cosas completamente».
Lentz entregó el Apache Christ al pueblo mescalero. Cuando trajo el cuadro terminado para mostrárselo al padre Gosselin, una monja llamada Juanita estaba conversando con algunas mujeres que estaban de visita. Cuando se descubrió el cuadro, hubo un silencio de tres minutos. La hermana Juanita dijo más tarde que habían permanecido en un asombro silencioso. Apache Christ fue instalado en la pared detrás del altar de la capilla de piedra en 1990. Recibió una bendición del padre Gosselin durante la misa. La misa se detuvo a mitad de camino para permitir que la pintura recibiera una bendición tradicional con polen de totora de los curanderos mescaleros.

## Descripción

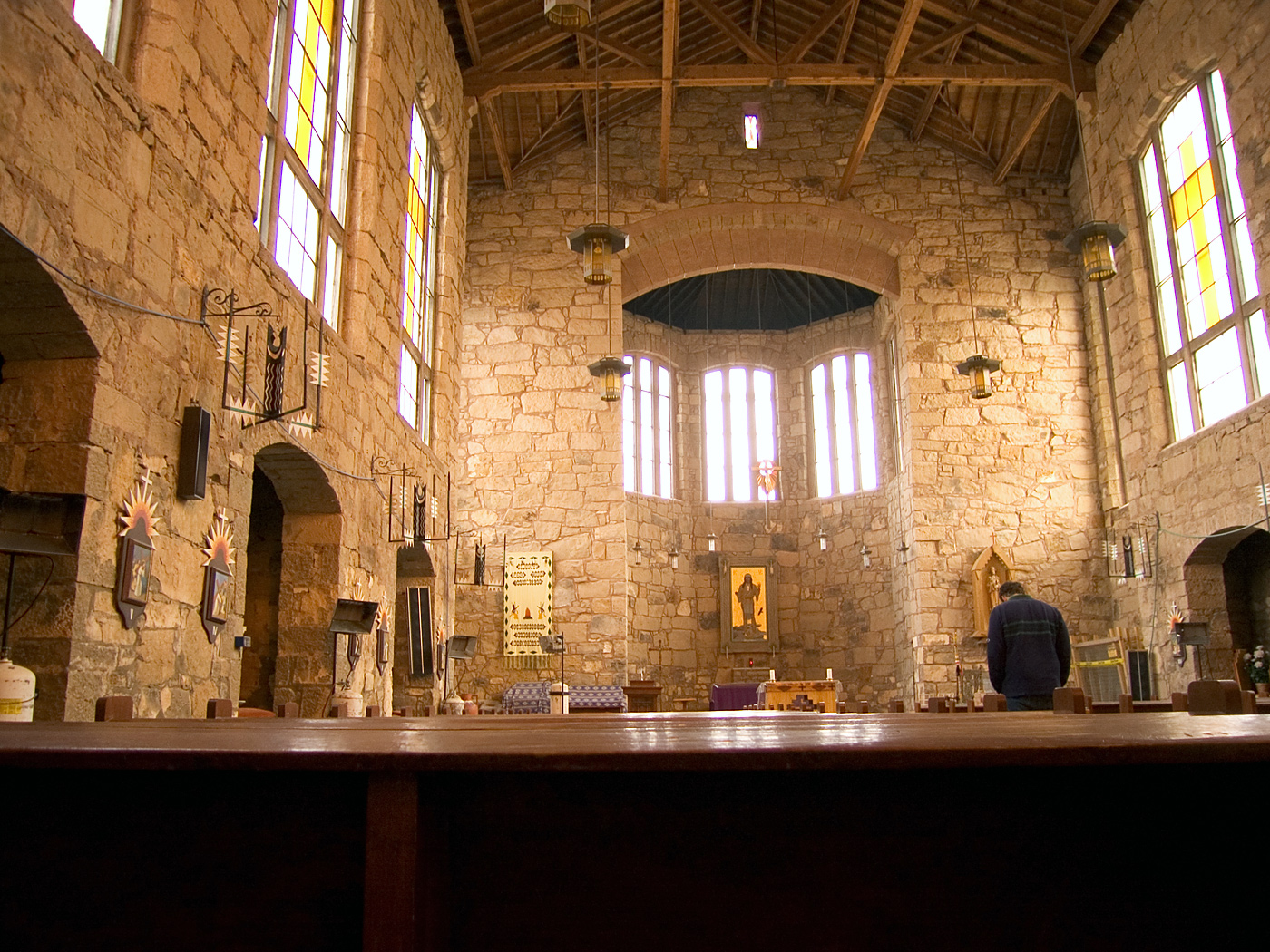
Interior de la iglesia de la misión apache de San José.

Apache Christ es la pieza central de la Iglesia de la Misión Apache de San José, lo que representa una mezcla de ritos cristianos y ceremonias sagradas apaches. La pintura de icono representa a Jesús de Nazaret como un curandero apache mescalero de pie en la cima de Sierra Blanca al amanecer. En el cuadro de 8 pies (2,4 m) de alto, está vestido tradicionalmente, con mocasines, un pantalón de tela y una camisa de guerrero. Su mano izquierda está levantada, con la palma hacia afuera mostrando un símbolo del sol, mientras que su mano derecha sostiene un sonajero de pezuña de ciervo. Ante sus pies hay una cesta que contiene objetos sagrados, entre ellos un cepillo de hierba, bolsas de tabaco, polen de espadaña y una pluma de águila. Un águila volando en el fondo representa al Espíritu Santo. En el halo y en las esquinas superiores de la pintura se representan cristogramas griegos que representan a Jesucristo. Las palabras apaches Bik'egu'indán («Dador de vida», uno de los nombres apaches para el Creador) están inscritas en el borde inferior de la pintura. Roberto Lavadie, un escultor de madera radicado en Nuevo México, elaboró a mano un elaborado marco para el ícono.
En el cuadro, Jesús está representado saludando el amanecer en la cuarta mañana de los tradicionales ritos de la pubertad para las jóvenes que han alcanzado la mayoría de edad. El sonajero de pezuña de ciervo que sostiene se utiliza ceremonialmente durante los rituales de pubertad mescaleros. Durante la Navidad se instalan en la iglesia, cerca del cuadro, un tipi y un belén. El Niño Jesús, atado a una cuna tablero, es llevado al altar por niñas mescaleras que recientemente han pasado por los ritos ceremoniales de la pubertad.
Se han exhibido versiones del icono de Apache Christ en otras iglesias nativas, incluida una iglesia pima en México, una iglesia episcopal en Salt Lake City, Utah, la Capilla de San Pedro en el Santuario Nacional de Santa Kateri Tekakwitha, y en el altar de la antigua iglesia ANAWIM en Chicago.

## Remoción en 2024 y restauración

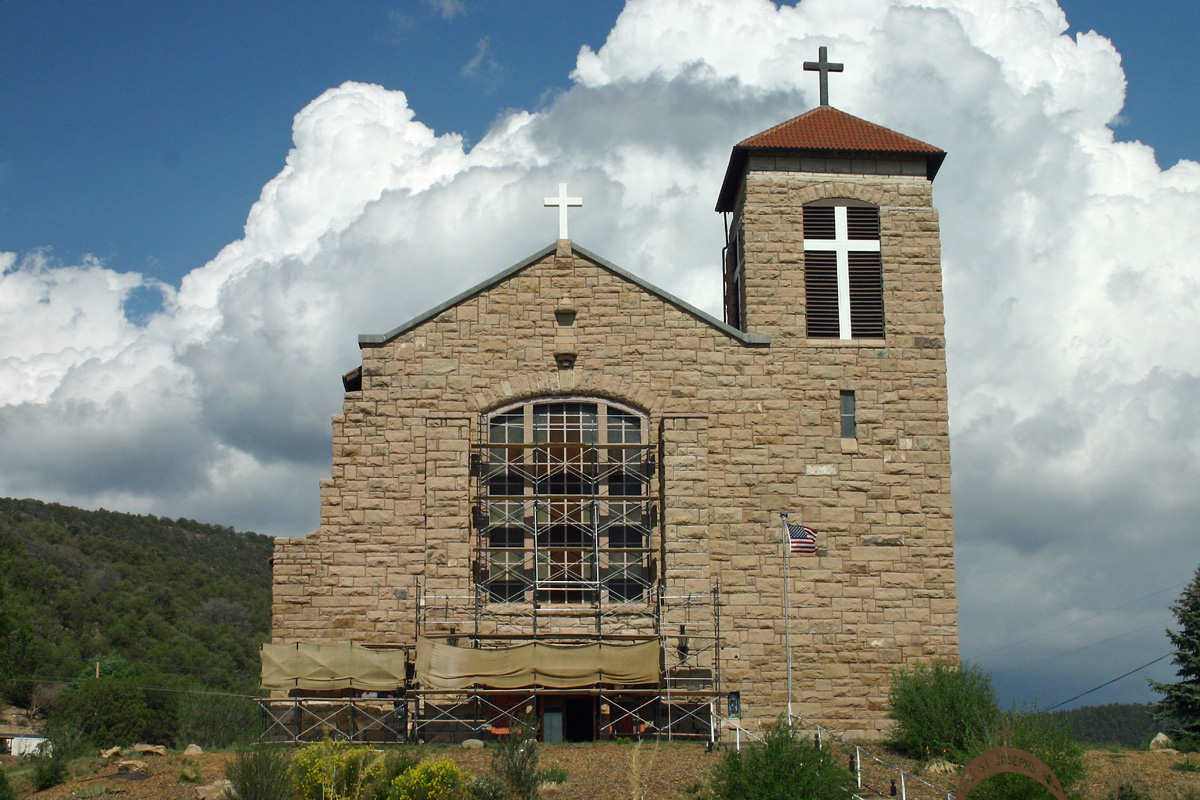
Exterior de la Iglesia de la Misión Apache de San José

En la noche del 26 de junio de 2024, Peter Chudy Sixtus Simeon-Aguinam, un sacerdote de la Misión Apache de San José, retiró silenciosamente al Apache Christ de la exhibición, al considerarlo una imagen pagana contradictoria con el catolicismo. También retiró cestas y cálices de cerámica que se usaban durante la Eucaristía y que habían sido obsequios de la comunidad Pueblo, así como una pintura de un bailarín indígena sagrado del artista mescalero Gervase Peso. El marco de madera del icono fue desmontado y guardado en un lugar de almacenamiento al que sólo podía acceder el pastor. La remoción de la obra de arte se realizó bajo la autoridad de la diócesis de Las Cruces y del obispo Peter Baldacchino. Un gestor de riesgos de la diócesis y miembros de los Caballeros de Colón estuvieron presentes en el traslado.
Los feligreses creyeron inicialmente que la obra de arte había sido robada y se indignaron al enterarse de que Simeon-Aguinam la había retirado. Lentz comparó la remoción del ícono con una emboscada del siglo XIX a una aldea indígena por parte de un grupo de hombres blancos. Escribió que había entregado la pintura al pueblo Mescalero y que los hombres de una organización católica conservadora en un pueblo militar a 30 millas de Mescalero habían sido responsables de su remoción. Continuó: 

El clero católico es conocido desde hace mucho tiempo por su arrogancia. No es ningún misterio que tantas personas hayan muerto durante los levantamientos y revoluciones en los países católicos. Mientras observo cómo se desarrolla el escándalo actual, recuerdo la antigua expresión: «Y Jesús lloró».
Qué vergüenza para este sacerdote. Qué vergüenza para los hombres blancos que se escabulleron con él en la reserva esa noche. ¡Qué vergüenza para el obispo que está convenientemente alejado de su rebaño, inaccesible, incluso en esta era de comunicación instantánea!

Después de que el incidente ganó amplia atención de los medios, la diócesis devolvió la obra de arte, que fue reinstalada. El obispo Baldacchino sustituyó a Simeon-Aguinam por otro sacerdote y se reunió con el consejo parroquial. Un miembro del consejo parroquial indicó que Baldacchino «parecía más preocupado por el hecho de que el icono fuera reinstalado 'apresuradamente' que reconocer el daño u ofrecer una disculpa». La destitución desencadenó un debate dentro de la Iglesia Católica sobre la inculturación y la fusión de las tradiciones apaches y católicas. Desde el Concilio Vaticano II en la década de 1960, la Iglesia católica ha fomentado la inculturación, la adaptación del cristianismo a otras culturas. Sin embargo, puede ser controvertido, ya que algunos católicos conservadores se oponen a los íconos interculturales como Apache Christ, viéndolos como distorsiones de lo que consideran la verdadera raza y apariencia de Jesús.